# Thoracotremata
Thoracotremata (лат.) — одна из двух подсекций секции десятиногих раков Eubrachyura из инфраотряда крабов (Brachyura). От представителей подсекции Heterotremata отличаются по признаку положения половых отверстий: в подсекции Heterotremata они расположены на конечностях у самцов и на груди у самок, тогда как в подсекции Thoracotremata отверстия у представителей обоих полов расположены на груди. Этот признак отличает Eubrachyura от других раков, у которых половые отверстия всегда находятся на конечностях.

## Классификация
На июнь 2024 года в подсекцию включают 5 надсемейств и 21 семейство:

| - Aphanodactyloidea Ahyong & Ng, 2009 - Aphanodactylidae Ahyong & Ng, 2009 - Cryptochiroidea Paulson, 1875 - Cryptochiridae Paulson, 1875 - Grapsoidea MacLeay, 1838 - Gecarcinidae MacLeay, 1838 - Glyptograpsidae Schubart, Cuesta & Felder, 2002 - Grapsidae MacLeay, 1838 - Leptograpsodidae Guinot, Ng & Rodriguez Moreno, 2018 - Percnidae Števčić, 2005 - Plagusiidae Dana, 1851 - Sesarmidae Dana, 1851 - Varunidae H. Milne Edwards, 1853 - Xenograpsidae Ng, Davie, Schubart & Ng, 2007 | - Ocypodoidea Rafinesque, 1815 - Camptandriidae Stimpson, 1858 - Dotillidae Stimpson, 1858 - Heloeciidae H. Milne Edwards, 1852 - Macrophthalmidae Dana, 1851 - Mictyridae Dana, 1851 - Ocypodidae Rafinesque, 1815 - Xenophthalmidae Stimpson, 1858 - Pinnotheroidea De Haan, 1833 - Parapinnixidae Števčić, 2005 - Pinnotheridae De Haan, 1833 - Tetriasidae Tsang & Naruse, 2023 |